# Something Different
Something Different è un film muto del 1920 diretto da R. William Neill che aveva come interpreti Constance Binney, Lucy Fox, Ward Crane, Crane Wilbur. 
La sceneggiatura di Kathryn Stuart si basa su Calderon's Prisoner, romanzo di Alice Duer Miller pubblicato a New York nel 1903.

## Trama

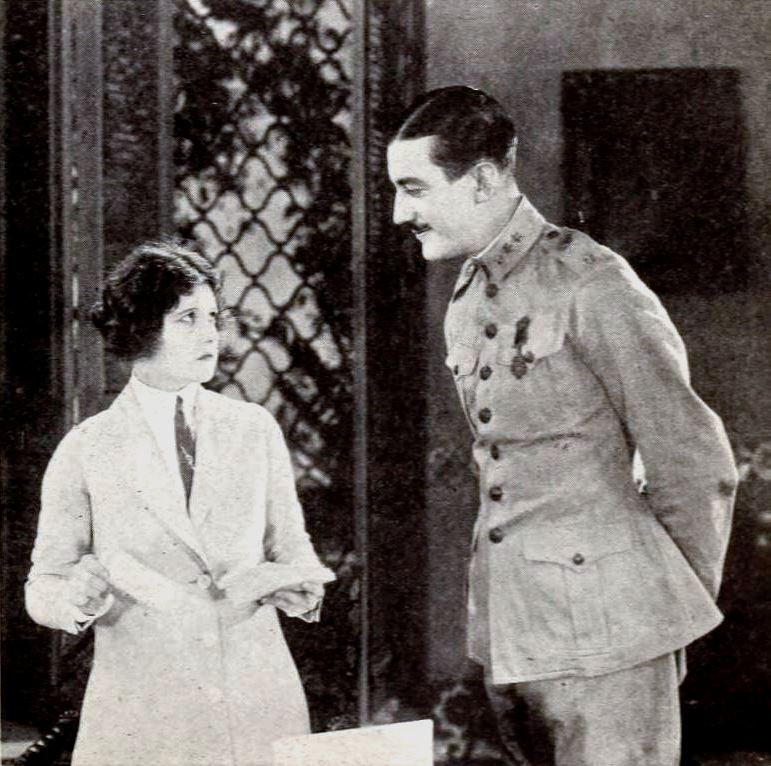
Constance Binney e Ward Crane

L'ereditiera Alicia Lea, rimasta orfana, viene costretta ad accettare un matrimonio combinato. Si reca allora a Cuba, dove si trova la sua amica Rosa, sposata a Luis Vargas, un ricco piantatore che, avverso al governo, professa idee rivoluzionarie. Don Mariano Calderon, comandante in capo dell'esercito, interviene durante un ammutinamento delle truppe e Alicia, benché presa prigioniera come gli altri, viene trattata gentilmente. Lei, prima di essere rilasciata e ritornare negli Stati Uniti, intercede con don Mariano per salvare la vita di Vargas. Ritornata a New York, un giorno Alicia incontra Mariano, in esilio per avere permesso ai prigionieri politici, quindi anche a Vargas, di fuggire. Tra i due, comincia a nascere una storia d'amore.

## Produzione
Il film fu prodotto dalla Realart Pictures Corporation.

## Distribuzione
Il copyright del film, richiesto dalla Realart, fu registrato l'11 dicembre 1920 con il numero LP15911. Distribuito dalla Realart Pictures Corporation , il film uscì nelle sale statunitensi nel dicembre 1920.
Non si conoscono copie ancora esistenti della pellicola che viene considerata presumibilmente perduta.